# Eisschnelllauf-Mehrkampfeuropameisterschaft 2017
Die 113. Eisschnelllauf-Mehrkampfeuropameisterschaft (42. der Frauen) fand vom 6. bis 8. Januar 2017 im Thialf in Heerenveen statt. Die Internationale Eislaufunion verkündete im Juni 2014 zunächst die Vergabe der Titelkämpfe an die polnische Hauptstadt Warschau. Im August 2015 wurde jedoch bekannt, dass die Titelkämpfe aufgrund von Problemen auf der Warschauer Eisbahn Tor Stegny nach Zakopane verlegt werden sollten. Polen wäre zum ersten Mal Ausrichter der Mehrkampfeuropameisterschaften gewesen. Im Oktober 2016 wurde der Wettbewerb nach Heerenveen verlegt, nachdem die Polish Speed Skating Association aufgrund von Problemen mit dem Veranstaltungsort die Organisation zurückzog.
Erstmals wurden neben Vierkämpfe (500 m, 5000 m, 1500 m, 10.000 m) zusätzlich Sprintmehrkämpfe, bestehend aus zwei 500-Meter-Läufen und zwei 1000-Meter-Läufen, ausgetragen.
Bei der Mehrkampfeuropameisterschaft geht es über jeweils vier Distanzen. Jede gelaufene Einzelstreckenzeit wurde in Sekunden auf 500 Meter heruntergerechnet und addiert. Die Summe ergab die Gesamtpunktzahl. Die acht besten Frauen und Männer nach drei Strecken wurden für die letzte Distanz zugelassen. Europameister wurde, wer nach vier Strecken die niedrigste Gesamtpunktzahl erlaufen hatte.

## Frauen

### Endstand Kleiner Vierkampf
- Zeigt die acht Finalteilnehmerinnen über 5000 Meter
  - Die Zahl in Klammern gibt die Platzierung je Einzelstrecke an, fett gedruckt die jeweils Schnellste.[4]

| Rang | Name               | 500 Meter  | Pkt.   | 3000 Meter   | Pkt.   | 1500 Meter  | Pkt.   | 5000 Meter  | Pkt.   | Gesamt- punkte |
| ---- | ------------------ | ---------- | ------ | ------------ | ------ | ----------- | ------ | ----------- | ------ | -------------- |
| 1    | Ireen Wüst         | 39,26 (1)  | 39,260 | 4:03,93 (1)  | 40,655 | 1:56,57 (1) | 38,856 | 7:03,54 (2) | 42,354 | 161,125        |
| 2    | Martina Sáblíková  | 40,18 (5)  | 40,180 | 4:04,73 (2)  | 40,788 | 1:58,72 (3) | 39,573 | 6:57,47 (1) | 41,747 | 162,288        |
| 3    | Antoinette de Jong | 39,56 (2)  | 39,560 | 4:09,00 (3)  | 40,906 | 1:58,34 (2) | 39,446 | 7:07,33 (4) | 42,733 | 162,645        |
| 4    | Yvonne Nauta       | 40,82 (13) | 40,820 | 4:07,32 (5)  | 41,220 | 1:59,06 (4) | 39,686 | 7:05,41 (3) | 42,541 | 164,267        |
| 5    | Olga Graf          | 40,31 (7)  | 40,310 | 4:08,89 (6)  | 41,481 | 1:59,23 (6) | 39,743 | 7:11,98 (5) | 43,198 | 164,732        |
| 6    | Claudia Pechstein  | 40,59 (9)  | 40,590 | 4:10,02 (7)  | 41,670 | 2:00,56 (9) | 40,186 | 7:12,18 (6) | 43,218 | 165,664        |
| 7    | Natalia Czerwonka  | 39,85 (3)  | 39,850 | 4:12,66 (8)  | 42,110 | 1:59,17 (5) | 39,723 | 7:23,87 (7) | 44,387 | 166,070        |
| 8    | Ida Njåtun         | 39,98 (4)  | 39,980 | 4:13,70 (10) | 42,283 | 1:59,77 (7) | 39,923 | 7:27,47 (8) | 44,747 | 166,933        |

### Endstand Sprintmehrkampf
- Die Zahl in Klammern gibt die Platzierung je Einzelstrecke an, fett gedruckt die jeweils Schnellste.[5]

| Rang | Name                 | 500 Meter  | Pkt.   | 1000 Meter   | Pkt.   | 500 Meter | Pkt.   | 1000 Meter  | Pkt.   | Gesamt- punkte |
| ---- | -------------------- | ---------- | ------ | ------------ | ------ | --------- | ------ | ----------- | ------ | -------------- |
| 1    | Karolína Erbanová    | 38,23 (2)  | 38,230 | 1:15,69 (2)  | 37,845 | 38,19 (2) | 38,190 | 1:15,83 (2) | 37,915 | 152,180        |
| 2    | Jorien ter Mors      | 38,75 (4)  | 38,750 | 1:15,58 (1)  | 37,790 | 38,29 (3) | 38,290 | 1:14,88 (1) | 37,440 | 152,270        |
| 3    | Olga Fatkulina       | 38,16 (1)  | 38,160 | 1:16,15 (4)  | 38,075 | 38,07 (1) | 38,070 | 1:16,46 (4) | 38,230 | 152,535        |
| 4    | Marrit Leenstra      | 38,55 (3)  | 38,550 | 1:15,95 (3)  | 37,975 | 38,88 (7) | 38,880 | 1:16,35 (3) | 38,175 | 153,580        |
| 5    | Hege Bøkko           | 38,81 (5)  | 38,810 | 1:17,06 (8)  | 38,530 | 38,78 (5) | 38,780 | 1:16,95 (6) | 38,475 | 154,595        |
| 6    | Jekaterina Schichowa | 38,95 (7)  | 38,950 | 1:16:37 (6)  | 38,185 | 38,91 (8) | 38,910 | 1:17,22 (7) | 38,610 | 154,655        |
| 7    | Sanneke de Neeling   | 39,14 (10) | 39,140 | 1:16,87 (7)  | 38,435 | 38,77 (4) | 38,770 | 1:16,74 (5) | 38,370 | 154,715        |
| 8    | Vanessa Herzog       | 38,97 (8)  | 38,970 | 1:18,51 (11) | 39,255 | 38,82 (6) | 38,820 | 1:18,17 (9) | 39,085 | 156,130        |

## Männer

### Endstand Großer Vierkampf
- Zeigt die acht Finalteilnehmer über 10.000 Meter.
  - Die Zahl in Klammern gibt die Platzierung je Einzelstrecke an, fett gedruckt der jeweils Schnellste.[6]

| Rang | Name                  | 500 Meter  | Pkt.   | 5000 Meter   | Pkt.   | 1500 Meter   | Pkt.   | 10.000 Meter | Pkt.   | Gesamt- punkte |
| ---- | --------------------- | ---------- | ------ | ------------ | ------ | ------------ | ------ | ------------ | ------ | -------------- |
| 1    | Sven Kramer           | 36,81 (8)  | 36,810 | 6:10,58 (1)  | 37,058 | 1:46,55 (2)  | 35,516 | 13:06,30 (1) | 39,315 | 148,699        |
| 2    | Jan Blokhuijsen       | 36,43 (2)  | 36,430 | 6:16,86 (2)  | 37,686 | 1:48,31 (7)  | 36,103 | 13:11,95 (2) | 39,597 | 149,816        |
| 3    | Bart Swings           | 37,33 (15) | 37,330 | 6:21,80 (5)  | 38,180 | 1:48,02 (5)  | 36,006 | 13:15,54 (3) | 39,777 | 151,293        |
| 4    | Sverre Lunde Pedersen | 36,73 (6)  | 36,730 | 6:20,17 (3)  | 38,017 | 1:48,14 (6)  | 36,046 | 13:42,81 (6) | 41,140 | 151,933        |
| 5    | Douwe de Vries        | 37,46 (16) | 37,460 | 6:23,00 (6)  | 38,300 | 1:48,75 (11) | 36,250 | 13:24,83 (4) | 40,241 | 152,251        |
| 6    | Andrea Giovannini     | 36,95 (10) | 36,950 | 6:21,78 (4)  | 38,178 | 1:49,82 (14) | 36,606 | 13:41,37 (5) | 41,068 | 152,802        |
| 7    | Denis Juskow          | 36,44 (3)  | 36,440 | 6:26,89 (8)  | 38,689 | 1:46,54 (1)  | 35,513 | 14:04,07 (8) | 42,203 | 152,845        |
| 8    | Sindre Henriksen      | 36,30 (1)  | 36,300 | 6:35,76 (15) | 39,576 | 1:47,82 (3)  | 35,940 | 13:52,95 (7) | 41,647 | 153,463        |

### Endstand Sprintmehrkampf
- Die Zahl in Klammern gibt die Platzierung je Einzelstrecke an, fett gedruckt die jeweils Schnellste.[7]

| Rang | Name                        | 500 Meter | Pkt.   | 1000 Meter  | Pkt.   | 500 Meter | Pkt.   | 1000 Meter  | Pkt.   | Gesamt- punkte |
| ---- | --------------------------- | --------- | ------ | ----------- | ------ | --------- | ------ | ----------- | ------ | -------------- |
| 1    | Kai Verbij                  | 34,98 (4) | 34,980 | 1:09,01 (2) | 34,505 | 35,12 (2) | 35,120 | 1:09,25 (3) | 34,625 | 139,230        |
| 2    | Kjeld Nuis                  | 35,49 (9) | 35,490 | 1:08,77 (1) | 34,385 | 35,40 (7) | 35,400 | 1:08,85 (1) | 34,425 | 139,700        |
| 3    | Nico Ihle                   | 34,95 (3) | 34,950 | 1:09,45 (4) | 34,725 | 35,51 (8) | 35,510 | 1:09,20 (2) | 34,600 | 139,785        |
| 4    | Alexei Jessin               | 35,28 (7) | 35,280 | 1:09,48 (5) | 34,740 | 35,20 (3) | 35,200 | 1:09,34 (4) | 34,670 | 139,890        |
| 5    | Håvard Holmefjord Lorentzen | 35,16 (6) | 35,160 | 1:09,23 (3) | 34,615 | 35,38 (6) | 35,380 | 1:09,77 (6) | 34,885 | 140,040        |
| 6    | Mika Poutala                | 35,10 (5) | 35,100 | 1:10,51 (9) | 35,255 | 35,27 (4) | 35,270 | 1:09,45 (5) | 34,725 | 140,350        |
| 7    | Ronald Mulder               | 34,87 (1) | 34,870 | 1:10,46 (8) | 35,230 | 35,08 (1) | 35,080 | 1:10,38 (8) | 35,190 | 140,370        |
| 8    | Piotr Michalski             | 35,41 (8) | 35,410 | 1:10,34 (7) | 35,170 | 35,54 (9) | 35,540 | 1:10,93 (9) | 35,465 | 141,585        |